# 文艺复兴音乐
文艺复兴音乐约为公元1400年－1600年，在中世纪“新艺术”的基础上，更加追求人性的解放与对人的内心情感的抒发与表达。这时的音乐家在人文主义思潮的推动下，对复调音乐进行了发展和变革，声乐与器乐逐渐分离而独立发展。这一时期五线谱已得到完善，印刷术也运用到曲谱上，这都使音乐的传播更加便利和广泛。文艺复兴时期音乐的開始點並不像其他文艺复兴時期的藝術一樣有明確的分野。它和其他的藝術不同，不是發源自意大利，而是在歐洲北部，尤其是現時的法國中部及北部、荷兰及比利时包括在內的區域。

## 簡介
在15世紀中，在低地国家及邻近区域的作曲家及歌手開始往歐洲各地散播，尤其是進入了意大利，在當地被罗马教堂和艺术的贵族赞助人（例如美第奇家族、埃斯特家族及斯福尔扎家族）雇用。他們帶著他們的平滑的复音風格，能夠恰當地適應聖樂或世俗音樂。當時聖樂作品的主要形式是弥撒曲、經文歌及讚歌。世俗音樂形式包括香颂、弗罗托拉及後期的牧歌。
印刷術的發明及五線譜的成熟對各種音樂風格的传播有巨大的影响。隨著佛兰德乐派音樂家的運動，歐洲音樂中產生了自從额我略圣歌在查理大帝之下統一之後第一個真正的國際化風格，對文藝復興作出貢獻。佛兰德乐派的中产阶级作曲家包括约翰内斯·奥克冈，他以一個对立的复杂風格創作音樂，並精心使用素材豐富的卡农技法；雅各布·奥布雷赫特，其中一個在15世紀最後數十年的最著名的弥撒曲作曲家；以及若斯坎·德普雷，很可能是帕萊斯特里納之前歐洲最著名的作曲家，他在16世紀以其中一名在所有藝術中最傑出的藝術家闻名。在若斯坎之後的世代，音樂探索了越漸复杂的对位法。尼古拉·贡贝尔的音樂可能是最極端的表現，他的对立的复杂影響了早期器乐，例如短歌及里切尔卡，最終在巴洛克音乐赋格形式达到高峰。

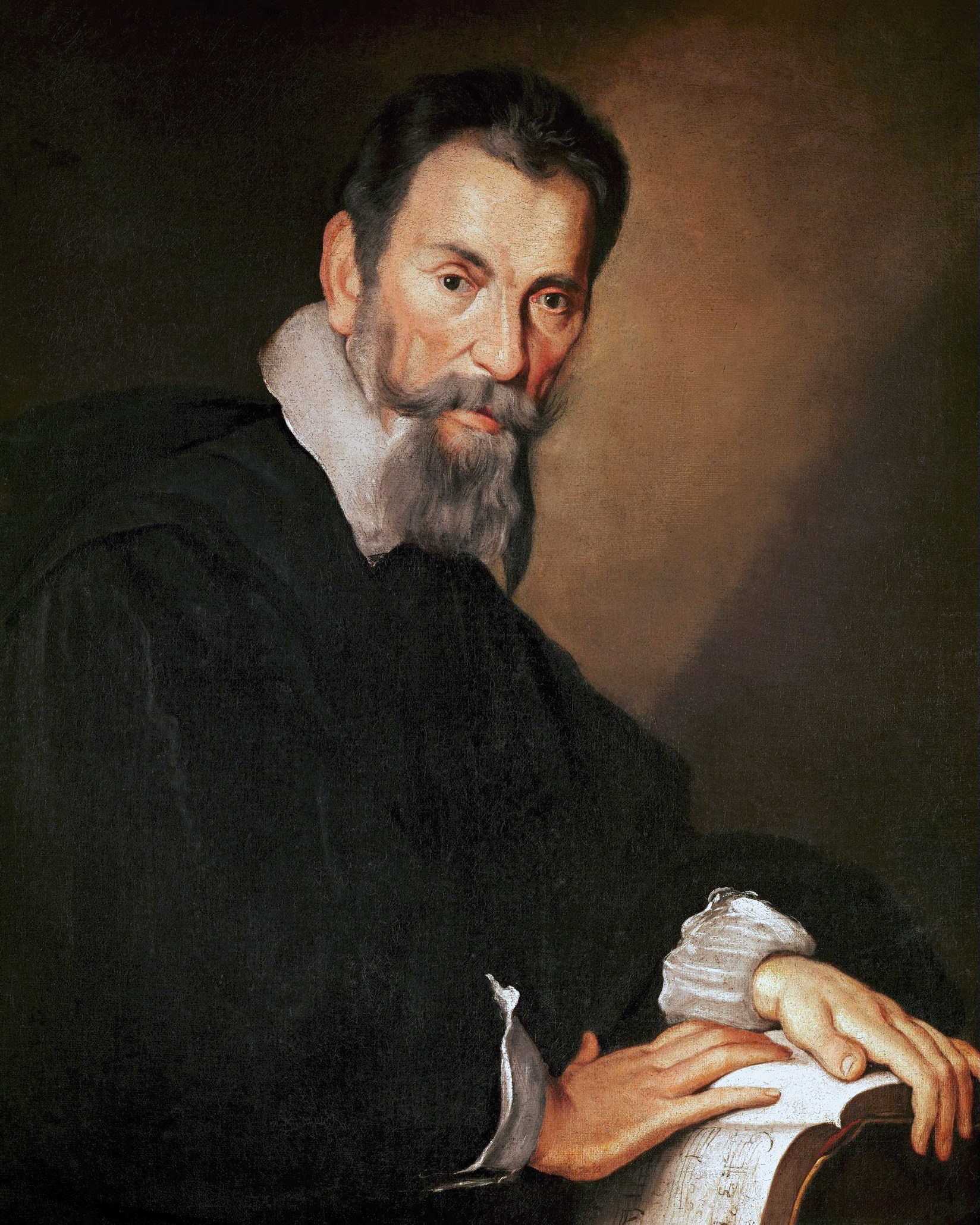
意大利作曲家肖像克劳迪奥·蒙特威尔第在威尼斯，斯特罗奇畫。約1630年

16世紀中，國際風格開始分解，數個分歧性很高的風格成為明顯趨勢：聖乐走向简化的趨勢由反宗教改革的特倫托會議推動，例如帕萊斯特里納的音樂；牧歌變得复杂性和半音主義的趨勢在卢扎斯科·卢扎斯基費拉拉派的前衛風格及后世纪马德里主义者卡洛·傑蘇阿爾多到達了極端；威尼斯學派宏偉洪亮的音樂，它使用了聖馬爾谷聖殿宗主教座堂的大教堂建築來創造對唱對比。威尼斯派的音樂包括了配器法的發展，樂器装饰配件及通奏低音的聲部，這些全部也發生在1600前後的數十年。著名的威尼斯作曲家包括喬凡尼·嘉布里耶利、安德烈·加布里埃利及乔万尼·加布里埃利，以及克劳迪奥·蒙特威尔第，該時期完結時其中一個最显著创新者。
在16世紀後期，歐洲大部份地區已主動對傳統音樂作出的精細的區分。在英格蘭一些作曲家例如托马斯·塔利斯及威廉·伯德以類似歐洲大陸的風格創作聖樂。同一時期，一群活躍的本土牧歌作曲家為了英國人的口味而採用了意大利風格，著名的作曲家包括托马斯·莫利、約翰·威爾比及托马斯·威尔克斯。西班牙發展了獨有的器樂及聲樂風格，當中有湯馬斯·路易斯·德·維多利亞創作了和帕萊斯特里納類似的改良音樂，也有為數眾多的其他作曲家為了新結他而創作。德國精於來自新教众赞歌的複音音樂，它取代了羅馬天主教额我略圣歌作成為聖樂的基礎，也加入了威尼斯学派的風格（它的出現定義了巴洛克時代的開始）。除此之外，德國作曲家創作了很大量的管風琴音樂，為之後的巴洛克管風琴風格建立了基礎，其最終在巴赫的作品上使用。法國發展出稱為「格律音乐」的獨特發音風格，在世俗的香頌使用，特別是以纪尧姆·科斯特莱及克洛德·勒热纳等作曲家見稱。
當代其中一個具革命性的運動發生在1570及1580年代的佛罗伦萨，由佛羅倫薩卡梅拉塔的作品引起，它讽刺地有反动意图：對眼中的当代音乐败坏感到不滿，並以恢復古希臘的音樂為目的。他們之中的领袖是著名天文学家的父親温琴佐·加利莱伊及朱利歐·卡契尼。他們努力的成果是一個聲称是旋律演唱風格的單聲歌曲，分為多個阶段的戏剧形式—也就是現今的歌剧。第一場歌劇在1600年前後創作，同時也定義了文艺复兴時代的完結及巴洛克時代的開始。
在1600年之前的音樂是调式多於调性。數個理論在16世紀後期發展出來，包括按著音階和调式來作曲的焦塞福·扎利诺及弗兰基诺·加富里奥。它直接導致了普及音调的發展。大調和小調音階超越了舊有的教會調式，並開始占主导地位，並逐渐变得普遍。它的最明显的特點是作品的終結式。1600年之後的音樂以巴洛克時代的音调開始，這時期也普遍認為屬於共曉時期。

## 樂派
这一时期有以下几个较有影响力的乐派：

### 福萊樂派
是首個對14世紀「精細藝術」的極端复杂和重視礼风格進行反抗的運動。它在所有樂聲之中有著清晰易唱的旋律及平衡的複音。主要的15世紀中勃艮第學派著名作曲家包括纪尧姆·迪费、吉尔·班舒瓦及安托万·比努瓦。

### 尼德兰乐派
主要音乐活动在尼德兰的一批音乐家。创作内容多为弥撒曲与经文歌等宗教音乐，也有世俗音乐。代表人物有迪费、若斯坎、班舒瓦、奥克冈等。

### 威尼斯乐派
在1530-1620年间的一个器乐乐派，其特点是音响气势宽广宏大、对比效果鲜明。创作内容有铜管乐与弦乐的重奏曲、管风琴的前奏曲、幻想曲与托卡塔等。代表人物有维拉尔特、A.加布里埃利等。

### 罗马乐派
此时期的一个专门创作服务于宗教作品的乐派，以无伴奏合唱的形式为主。代表人物有帕莱斯特里纳、G.M.纳尼诺、F.索里亚诺等。